# Gollog
A Gollog é uma empresa aérea de carga, subsidiaria da Gol Transportes Aéreos, a operar sob uma plataforma de baixo custo. Transportou em 2014 mais de 200 mil toneladas de carga em 71 destinos, sendo 56 nacionais e 15 internacionais. Em 30 de Janeiro de 2001, a Gollog iniciou as operações de carga. 

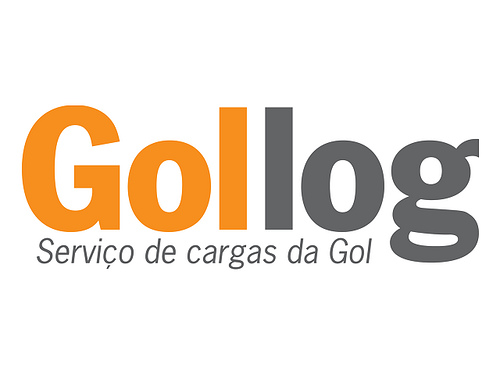
Logo da Gollog

Em 2010 a Gollog inaugurou um novo terminal de cargas no Aeroporto de Congonhas (São Paulo) que duplicou a capacidade de armazenagem e manuseio de carga. A Gollog tem mais de 100 bases de carga no Brasil, no estrangeiro em Buenos Aires, Rosário e Córdoba (Argentina), Assunção (Paraguai), Santa Cruz de la Sierra (Bolívia), Santiago (Chile), Montevideu (Uruguai), Santo Domingo e Punta Cana (República Dominicana) e futuramente em Caracas (Venezuela).